# Chikava vyna
Chikava vyna är en insektsart som beskrevs av Irena Dworakowska 1995. Chikava vyna ingår i släktet Chikava och familjen dvärgstritar.
Artens utbredningsområde är Brunei. Inga underarter finns listade i Catalogue of Life.